# 格洛斯特公爵

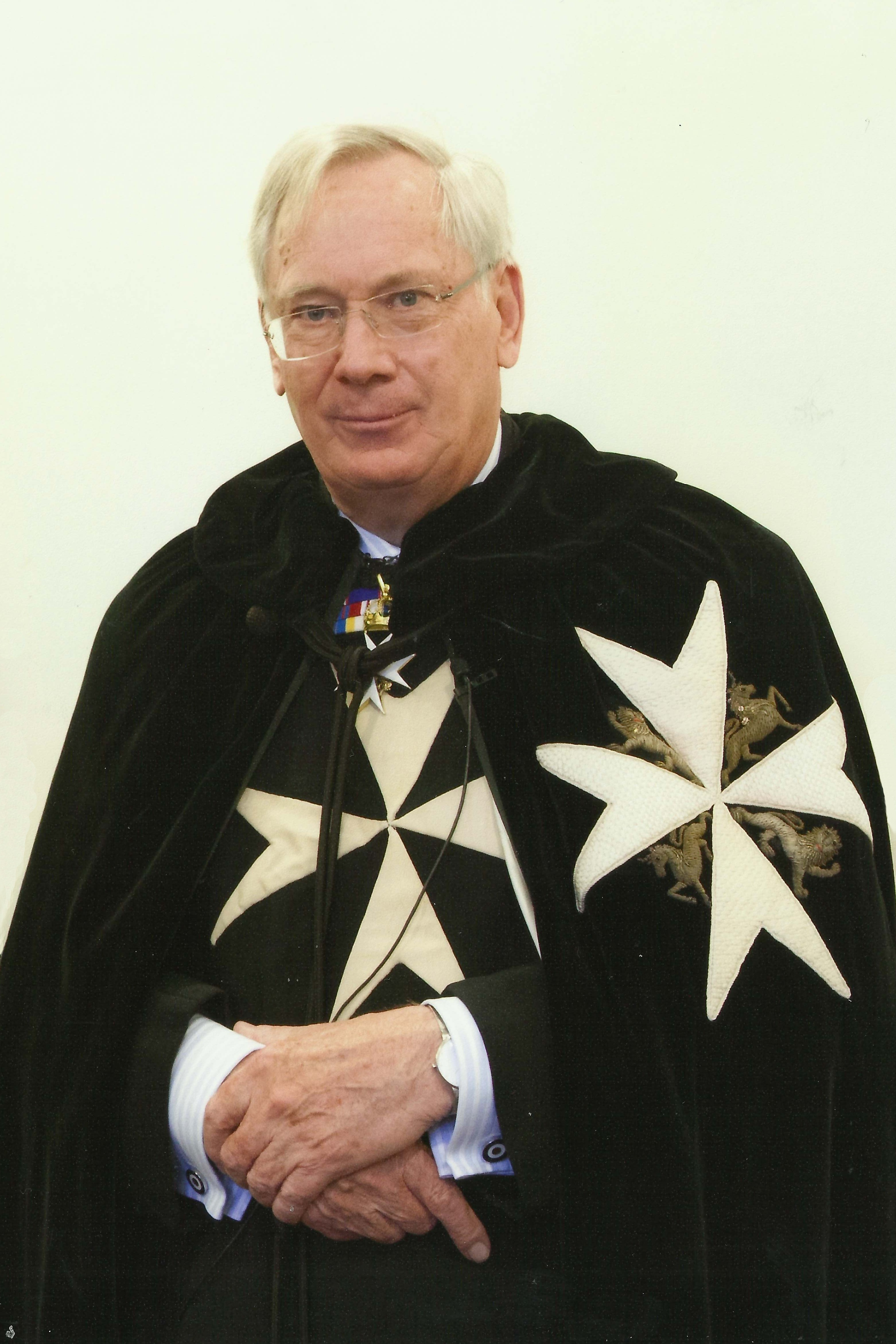
現任格洛斯特公爵理察親王

格洛斯特公爵（英語：Duke of Gloucester）在英國貴族的一個公爵爵位，通常是封給國王的兒子。首四次頒授爵位是英格蘭貴族爵位、第五次是聯合王國貴族爵位。現任格洛斯特公爵擁有阿爾斯特伯爵及古羅登男爵的爵位。
首任格洛斯特公爵伍德斯托克的托馬斯是國王愛德華三世的幼子。死後爵位懸空。直至第二次授爵於亨利四世的第四子漢弗萊。第三次授爵是給予國王愛德華四世的弟弟理查·金雀花，理查·金雀花於1483年即位為理查三世後，爵位併入王冠。理查三世死後，爵位被認為不祥，因為三任格洛斯特公爵都是死後無嗣。爵位懸空150年後，查理一世的第四子亨利·斯圖爾特被封為格洛斯特公爵，可惜只得20歲兼死後無嗣。
其後安妮女王唯一活至成人的孩子威廉王子殿下從1689年出生起直至1700年逝世時曾以格洛斯特公爵為稱號，但是從未被正式頒授爵位。喬治二世的長子威爾斯親王腓特烈王子於1718年－1726年間亦以格洛斯特公爵為稱號，其後被封為愛丁堡公爵。喬治三世的弟弟、威爾斯親王腓特烈王子的三子威廉親王亦以第一代格洛斯特和愛丁堡公爵為稱號。
第五次授爵亦是最近期的一次是授與國王喬治五世第三子亨利王子殿下。他逝世後，因為長子格洛斯特的威廉王子於1972年遇上空難死亡，由次子理察王子繼承爵位。

## 历代格洛斯特公爵

### 格洛斯特公爵，第一次授爵（1385年）
- 伍德斯托克的托马斯（1355年－1397年）

### 格洛斯特公爵，第二次授爵（1414年）
- 汉弗莱（1390年－1447年）

### 格洛斯特公爵，第三次授爵（1461年）
- 理查·金雀花（1452年－1485年）（1483年即位为理查三世）

### 格洛斯特公爵，第四次授爵（1659年）
- 亨利·斯图亚特（1640年－1660年）

### 沒有正式授爵者
- 威廉王子殿下（1689年－1700年）
- 腓特烈（1707年－1751年）

### 格洛斯特和爱丁堡公爵（1764年）
- 威廉·亨利亲王殿下（1743年－1805年）
- 威廉·弗雷德里克亲王殿下（1776年－1834年）

### 格洛斯特公爵，第五次授爵（1928年）
- 亨利王子殿下（1900年－1974年）
- 理察親王殿下（b. 1944年）